# Kristian Vilhelm av Brandenburg
Kristian Vilhelm av Brandenburg, född 1587, död 1665, var en tysk prins av Brandenburg.
Kristian Vilhelm var son till kurfurs Joakim Fredrik av Brandenburg, blev 1598 faderns efterträdare som administratör av ärkestiftet Magdeburg, slöt sig 1625 till Kristian IV men måste efter dennes nederlag fly och förklarades 1628 avsatt. Efter irrfärder bland annat till Nederländerna, Frankrike och Siebenburgen tog Kristian Vilhelm sin tillflykt till Gustav II Adolf. 27 juli 1630 infann han sig i Magdeburg och lyckades förmå staden att sluta förbund med svenskarna men trängdes snart undan som makthavare i staden av Dietrich von Falkenberg. Vid stadens fall 1631 blev han tillfångatagen och övergick snart till katolicismen.